# Jan van Halst
Johannes Marinus ("Jan") van Halst (Utrecht, 20 april 1969) is een Nederlandse oud-profvoetballer en mede-eigenaar van het training en coaching bureau Van Baas naar Coach. Het bedrijf is gespecialiseerd in leiderschaps- en teamtrainingen binnen het bedrijfsleven. Daarnaast is Van Halst een van de vaste voetbalanalisten bij Ziggo Sport. Op 6 april 2023 werd bekend dat Van Halst werd voorgedragen als nieuw lid van de raad van commissarissen van zijn oude club Ajax.

## Loopbaan
Van Halst begon zijn voetbalcarrière bij VV Jonathan uit Zeist. Daar werd hij opgemerkt door FC Utrecht, waarvoor hij in het seizoen 1988/1989 zijn eerste wedstrijd speelde. Het jaar erop kwam Van Halst uit voor de toen nog betaaldvoetbalclub FC Wageningen. Hij speelde er dertig wedstrijden waarin hij twee keer scoorde. Daarop trok FC Twente hem met ingang van het seizoen 1990/1991 aan. Van Halst bleef er tot en met het seizoen 1998/1999 en speelde 224 wedstrijden voor de club, waarin hij achttien maal doel trof. In 1999/2000 speelde Van Halst voor AFC Ajax, waarvoor hij in zijn eerste seizoen 21 keer uitkwam, zonder te scoren. Het jaar erop werd hij overbodig geacht en verhuurd aan Fortuna Sittard. Voor Fortuna speelde Van Halst dat seizoen 21 wedstrijden en scoorde hij één keer. In 2001/2002 kreeg hij een nieuwe kans bij Ajax. Hij speelde dertien wedstrijden zonder te scoren, maar wel werd hij als basisspeler dat jaar met Ajax Landskampioen en won de beker. Ook in 2002/2003 begon Van Halst het seizoen bij Ajax, maar kwam daar niet verder meer dan twee wedstrijden. Hij sloot zijn carrière af bij Vitesse, waarvoor hij dertien keer uitkwam en niet scoorde. Na dat seizoen (2002/2003) zette Van Halst een punt achter zijn actieve voetballoopbaan.
Van Halsts speelstijl was te typeren als die van een kuitenbijter.

## Na de actieve voetbalcarrière

### Werkzaamheden bij clubs
Vanaf september 2003 ging Van Halst als commercieel medewerker aan de slag bij FC Twente. Na enkele jaren groeide hij door tot commercieel manager en uiteindelijk Manager Algemene Zaken van de club. In de zomer van 2011 vertrok Van Halst bij FC Twente. Vervolgens ging hij als zzp’er aan de slag als directeur bij Verzuimreductie (5 maanden) en als commercieel directeur bij het internationale sportmarketingbedrijf SPORTFIVE (5 jaar). In juni 2016 keerde Van Halst als commercieel en technisch directeur terug bij het inmiddels in verval geraakte FC Twente. Na de degradatie in de zomer van 2018 vertrok hij weer uit Enschede.
In 2023 werd Van Halst lid van de raad van commissarissen van AFC Ajax, waar hij zich bezig ging houden met technische zaken. Op 4 september 2023 werd bekend dat Van Halst op interim-basis werd aangesteld als algemeen directeur van de club. Van Halst bleef aan tot het aantreden van Alex Kroes op 15 maart 2024.

### Van Baas naar Coach
In mei 2019 is Van Halst, samen met zijn compagnon Bart Nijhuis, een training en coaching bureau (Van Baas naar Coach) begonnen. Het bedrijf heeft zich gespecialiseerd in training en coaching voor leidinggevenden en teamontwikkeling binnen het bedrijfsleven.

### Voetbalanalist
Vanaf het einde van zijn voetballoopbaan in 2003 is Van Halst werkzaam als voetbalanalist bij diverse voetbalprogramma’s (Versatel, RTL Voetbal, Voetbal International/VI Oranje, Eredivisie Live, NOS Studio Voetbal, FOX Sports). Van Halst staat bekend om zijn uitgebreide analyses en begon als een van de eersten in Nederland met analyses op een TV scherm.
Tegenwoordig is hij vaste analist bij Ziggo Sport, dat de Spaanse, Italiaanse, Franse en Belgische voetbalcompetities uitzendt.
Na zijn actieve voetballoopbaan schreef Van Halst ook columns voor o.a. De Weekkrant en het voetbalmaandblad ELF.

### Expeditie Robinson
In 2021 was Van Halst een van de deelnemers van het 21e seizoen van het RTL 4-programma Expeditie Robinson, hij viel als veertiende af en eindigde daarmee op de dertiende plaats.

### De Verraders
In 2025 deed Van Halst mee aan het vijfde seizoen van het televisieprogramma De Verraders bij RTL 4 als getrouwe. Hij werd in aflevering vijf vermoord en eindigde daarmee als elfde.

## Erelijst
Ajax
- Eredivisie: 2001/02
- KNVB beker: 2001/02